# Wyścigowe Samochodowe Mistrzostwa Polski 2014
Sezon 2014 był pięćdziesiątym ósmym sezonem Wyścigowych Samochodowych Mistrzostw Polski.

## Kalendarz
Źródło: chronopn.neostrada.pl
| Data           | Tor             | Miejsce        | Klasa               |
| -------------- | --------------- | -------------- | ------------------- |
| 23–25 maja     | Tor Poznań      | Poznań         | WSMP, DN, WPP       |
| 13–15 czerwca  | Tor Poznań      | Poznań         | WSMP, Endurance, DN |
| 4–6 lipca      | Autodrom Most   | Most           | DN-8                |
| 8–10 sierpnia  | Tor Poznań      | Poznań         | WSMP, DN, WPP       |
| 22–24 sierpnia | Slovakiaring    | Orechová Potôň | WSMP                |
| 12–14 września | Masaryk Circuit | Brno           | WSMP                |
| 26–29 września | Tor Poznań      | Poznań         | WSMP, DN, WPP       |

## Mistrzowie
Źródło: chronopn.neostrada.pl
| Klasa    | Kierowca             | Samochód        | Zespół                                                        |
| -------- | -------------------- | --------------- | ------------------------------------------------------------- |
| D4 +3500 | Andrzej Lewandowski  | Porsche 911 GT3 | Automobilklub Wielkopolski - Förch Racing by Lukas Motorsport |
| D4 3500  | Bartosz Palusko      | BMW M3          | Automobilklub Wielkopolski - AVTek PSS Racing Team            |
| D4 2000  | Sebastian Kołakowski | Renault Clio RS | Automobilklub Rzemieślnik - Bany Motorsport                   |
| DN-1A    | Karol Wyka           | Fiat Seicento   | Automobilklub Rzemieślnik - Bany Motorsport                   |
| DN-1N    | Mikołaj Jóźwiak      | Fiat Seicento   | Automobilklub Wielkopolski                                    |
| DN-2     | Mariusz Szkudlarek   | Renault Clio    | Automobilklub Wielkopolski                                    |
| DN-3     | Jakub Sudoł          | Honda S2000     | Automobilklub Wielkopolski                                    |
| DN-4     | Marek Wolf           | BMW M3          | Automobilklub Wielkopolski                                    |
| DN-5     | Mateusz Bartkowiak   | BMW E30         | Automobilklub Wielkopolski                                    |
| DN-6     | Łukasz Rawecki       | BMW 320         | Automobilklub Wielkopolski                                    |
| DN-7     | Andrzej Moskalik     | Lancia Delta    | Automobilklub Wielkopolski                                    |
| DN-8     | Christophe Carion    | Fiat 126p       | Automobilklub Wielkopolski                                    |